# Dream 9
O Dream 9: Feather Weight Grand Prix 2009 Second Round foi um evento de MMA da série DREAM promovido pela Fighting and Entertainment Group (FEG)no dia 26 de Maio de 2009. O evento teve alem da segunda rodada do GP dos Penas, o inicio do GP Super Hulk e uma luta pelo título dos médios entre Ronaldo Souza e Jason Miller.

## Grand Prix Super Hulk 1º Round
- Bob Sapp vs. Ikuhisa Minowa

Minowa vence por submission (achilles lock/modified lateral kneebar) a 1:16 do 1º round.
- Hong Man Choi vs.  José Canseco

Choi vence por submission (golpes) a 1:17 do 1º round.
- Jan Nortje vs.  Rameau Thierry Sokoudjou

Sokoudjou vence por TKO (socos) aos 2:29 do 1º round.
- Gegard Mousasi vs.  Mark Hunt

Mousasi vence por submission (kimura) a 1:20 do 1º round.

## Confronto dos Penas
- Tatsuya Kawajiri vs.  Gesias Calvancante

Kawajiri vence por decisão unanime.

## Grand Prix dos Penas 2º Round
- Abel Cullum vs.  Hideo Tokoro

Tokoro vence por submission (mata leão) a 1:37 do 2º round.
- Yoshiro Maeda vs.  Hiroyuki Takaya

Takaya vence por TKO (socos) a 9:39 do 1º round.
- Masakazu Imanari vs.  Bibiano Fernandes

Fernandes vence por decisão unanime.
- Norifumi Yamamoto vs.  Joe Warren

Warren vence por decisão dividida.

## Título dos Médios doDREAM
- Jason Miller vs.  Ronaldo Souza

No Contest (souza sofreu um corte devido a um chute ilegal de Miller).